# Urogymnus ukpam
Urogymnus ukpam là một loài cá đuối ít được biết đến trong họ Dasyatidae, được tìm thấy ở các sông và hồ của Tây Phi. Là loài cá đuối nặng ký, với kích thước lên đến 1,2 m (4 ft). Loài này đã được phân loại là loài nguy cấp trong theo phân loại của International Union for Conservation of Nature (IUCN).
John Alexander Smith đã phân loại khoa học loài này vaòo năm 1863, trong Proceedings of the Royal Physical Society of Edinburgh. Ông gọi nó là ukpam, là từ địa phương cho loài cá này.
Nó là một trong hai loài cá đuối nước ngọt ở châu Phi (loài kia là Niger stingray, Dasyatis garouaensis), loài này đã được ghi nhận từ sông Calabar cũ ở Nigeria, sông Sanaga ở Cameroon, hồ Ezanga và sông Ogooué ở Gabon, và sông Congo gần Binda và Boma ở Cộng hòa Dân chủ Congo. Nó có thể chịu đựng độ mặn cao hơn, do đó nó có thể di chuyển giữa các hệ thống sông thông thông qua các vùng nước biển.